# Østrup (Vesthimmerlands Kommune)
 For alternative betydninger, se Østrup. (Se også artikler, som begynder med Østrup)
Østrup er en by i det vestlige Himmerland med 246 indbyggere  (2024), beliggende 8 km nord for Aalestrup, 10 km øst for Farsø og 8 km syd for Aars. Byen hører til Vesthimmerlands Kommune og ligger i Region Nordjylland. I 1970-2006 hørte byen til Aars Kommune.
Østrup hører til Vognsild Sogn. Vognsild Kirke ligger i landsbyen Vognsild 4 km vest for Østrup. Lerkenfeld Å løber syd om byen.

## Faciliteter
- Østrup har et medborgerhus.
- Børnecenter Østrup er et asylcenter for uledsagede mindreårige flygtninge. Centret blev etableret i december 2014 i bygninger, der tidligere bl.a. har været plejehjem. Det har plads til 50 børn i alderen 12-18 år, og der er 27 ansatte. Børnene går i skole i Simested, hvor 6 lærere er ansat til at undervise i dansk, engelsk og forskellige kreative fag. Ud over undervisningen tilbydes fritidsaktiviteter som fodbold, fitness, boksning, svømning, MTB-cykelture og musik.[2]

## Historie

### Stationsbyen
Østrup fik jernbanestation på Himmerlandsbanerne, der blev åbnet i 1893. Stationen lå midt mellem de to knudepunkter Aars og Aalestrup.
I 1901 blev Østrup beskrevet således: "Østrup med Skole, Jærnbane- og Telegrafst. samt Købmandshdl.;" Det lave målebordsblad fra 1900-tallet viser at der senere også kom mejeri og telefoncentral. På et foto fra 1988 hos EVP ses Østrup Kro over for stationen.
Banens persontrafik blev indstillet i 1966, men strækningen fortsatte som en del af godsbanen Viborg-Løgstør, dog uden ekspedition i Østrup. Godstrafikken blev indstillet i 1999, og sporet blev taget op i 2006, så man kunne anlægge cykel- og vandreruten Himmerlandsstien. Stationsbygningen er bevaret på Valkyrievej 3.

## Kendte personer
- Låsby-Svendsen (1929-2020), handelsmand og boligudlejer.
- Gert Bo Jacobsen (1961-), forhenværende professionel bokser, Europa- og verdensmester.